# Principaux hôtels de Paris-Plage et du Touquet-Paris-Plage
De la fin du XIXe siècle jusque dans les années 1930, le Touquet-Paris-Plage, afin de répondre à la demande, toujours croissante, des touristes de cette nouvelle station balnéaire en plein développement, s'est dotée d'un nombre très important d'hôtels, ceux-ci, allant du plus simple hôtel au plus grand et plus luxueux  du monde qu'est le Royal Picardy.
Des 123 hôtels de 1929, il n'en restait que 48 en 1961 et 15 en 2011.

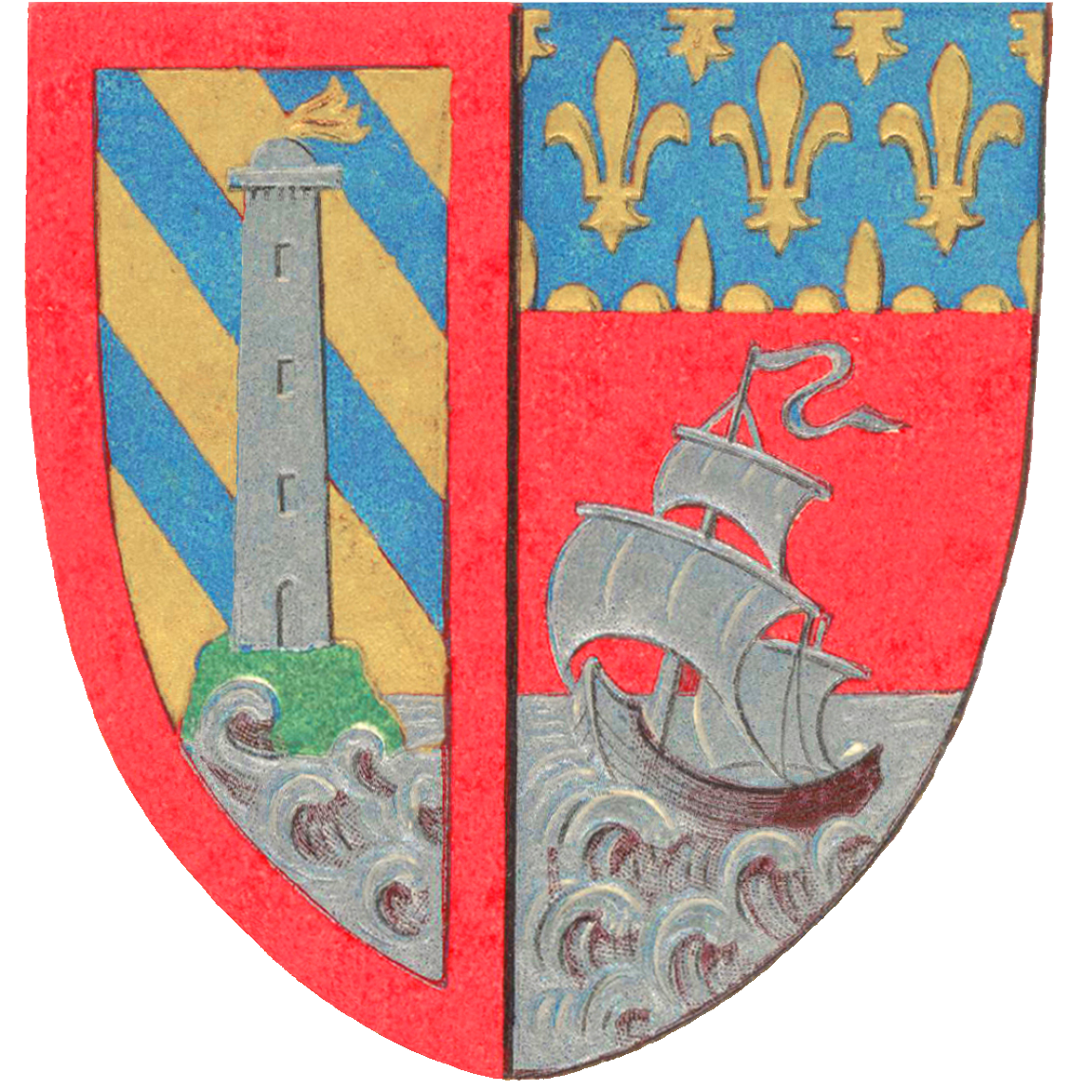
Blason du Touquet-Paris-Plage.

## Historique
Le premier hôtel de Paris-Plage est, comme l'écrit Édouard Lévêque dans le livre Les Disparus, les biographies des fondateurs du Touquet-Paris-Plage, l'hôtel Saint-Georges, construit en 1884.
En 1906 est créée à Londres la société de l'Hôtel du Golf, dont J.M. Thill est administrateur-directeur, et M. Vis, chef comptable.
En 1909, La Société des grands hôtels français est fondée pour cinquante années suivant statuts déposés chez Moreau, notaire à Paris, Fernand Recoussine en est l'administrateur délégué. Cette société exploite les hôtels Atlantic et Hermitage du Touquet-Paris-Plage, l'hôtel de Noailles à Marseille ainsi que tous les établissements similaires par voies d'acquisition.
En 1914, au début de la Première Guerre mondiale, les grands hôtels sont réquisitionnés puis transformés en hôpitaux militaires complémentaires, pour recevoir les blessés :
- l'Atlantic hôtel est l'hôpital complémentaire no 72 dépôts de convalescents et d'éclopés;
- l'Hermitage-Hôtel est l'hôpital complémentaire no 35 et le Savoy Hôtel en est une annexe ;
- l'hôtel Régina est l'hôpital complémentaire no 46 ;
- l'hôtel du Golf est l'hôpital complémentaire no 40 puis no 2 Canadian stationery hospital.

En 1922, on compte 1 600 chambres dans les hôtels et, en 1929, il y a 123 hôtels et pensions avec 3 567 chambres.
Le syndicat des hôteliers est créé en 1925.
En 1939, on réquisitionne, de nouveau, les grands hôtels qui sont transformés en hôpitaux militaires complémentaires. De grandes croix rouges sont peintes sur les toitures. Cette réquisition s'arrête en mai 1940 avec l'arrivée des troupes allemandes.
Au sortir de la Seconde Guerre mondiale, l'hôtel Victoria est transformé provisoirement en clinique municipale à la suite de la destruction, par les bombardements, de celle située rue d'Étaples.
Des 123 hôtels de 1929, il ne reste que 48 en 1961 et 15 en 2011.

## Le château du fondateur Alphonse Daloz devient un hôtel en 1903

### La Forêt ancien château Daloz (Hôtel de)
En 1903, John Whitley transforme le château Daloz en hôtel de la Forêt. C'est l'architecte Étienne Bergounioux qui en est chargé, il transforme également les écuries et annexes en dépendances de l'hôtel, il ajoute une terrasse, des balcons rustiques, des frises légères, puis pour donner le charme, les bois sont teintés en gros vert et les murs en ton crème, avec la couleur ardoise des toits sur fond de verdure, l'harmonie se dégage. L'interieur fut luxueusement décoré par la maison Mappe de Londres. Pour distinguer chaque chambre, on met, à la place du numéro habituel, de délicieuses fleurs, sur une idée de miss Dorothée Whitley (fille de John Whitley) qu'elle réalise elle-même.
M. Bongibault, régisseur du domaine, est chargé de créer un parc autour du nouvel hôtel, il fait creuser un minuscule étang où glissent des cygnes, il installe un pont rustique composé de troncs d'arbres et de branches et dispose de magnifiques massifs de fleurs. À côté de l'hôtel, on installe, sous une tente rayée écru et rose, un casino provisoire qui connut tout de suite le succès.
Dans les dépendances, qui servaient de remises et de bergeries, sont établis, d'un côté, les bureaux de l'administration, et de l'autre, de nombreuses petites chambres d'hôtels. Dans un autre corps de bâtiment, parallèle au précédent, sont installées des douches et salles de bains ainsi qu'une salle de massage. Dans l'ancienne distillerie, on installe un théâtre-bijou. Derrière ce groupe de bâtiments, on installe une remise pour les automobiles et une usine, avec moteur à pétrole et dynamo, pour la production de l'électricité et de l'eau,.

## Catégorie «hors classe»
Avant la Seconde Guerre mondiale, la station dispose de sept grands hôtels classés dans la catégorie « hors classe », :
- l'Atlantic Hôtel ;
- le Grand-Hôtel ;
- l'Hermitage-Hôtel ;
- l'hôtel des Anglais ;
- l'hôtel du Golf ;
- l'hôtel Westminster ;
- le Royal Picardy.

## Hôtels

### Alexandra (Hôtel)

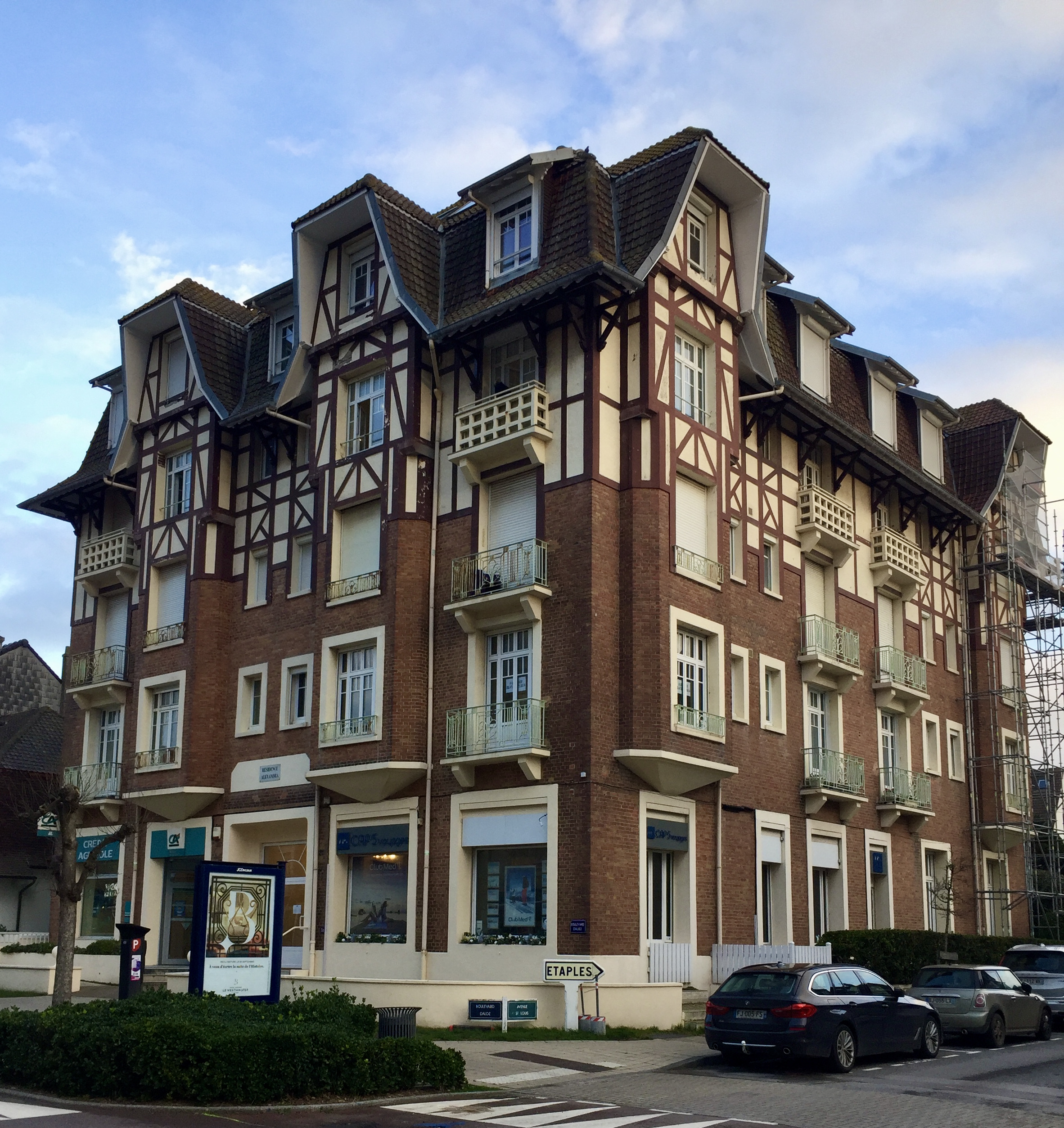
Ancien hôtel Alexandra aujourd'hui Résidence Alexandra.

L'hôtel Alexandra, construit en 1929, est situé à l'angle nord-est du boulevard Daloz et de l'avenue Saint-Louis.
Il a été réalisé sur les plans de l'architecte Élie Chorein et construit par l’entreprise Plée et Caron.
Sur une publicité de l'hôtel, il était écrit « C'est le seul hôtel du jardin de la Manche sans restaurant où vous trouverez un vrai repos ».

### Alliés (Hôtel des)
L'hôtel des Alliés est situé 136, rue de Metz.

### Anglais (Hôtel des)
L'hôtel des Anglais est construit en 1904 sur les plans des architectes Pierre Drobecq et Louis Debrouwer pour M. Tanqueray. Il est situé avenue des Troènes, chemin de l’ancien tir aux pigeons pour une clientèle essentiellement britannique qui préfère résider en forêt.

### Armenonville (Hôtel)
Après la dissolution, en 1933, de la société hôtel Régina, M. Bl. Foy-Ferras reprend la direction de son hôtel qui s'appelle désormais hôtel Armenonville.

### Atlantic Hôtel
L'Atlantic Hôtel est construit en 1904, à l'extrémité sud du boulevard de la Mer (Docteur Jules Pouget aujourd'hui), à la suite d'une décision du « Syndicate of Le Touquet ».
L'architecte est Henry Martinet
 et la construction prend quatre mois seulement. L'hôtel est inauguré dès le 31 juillet 1904.

### Bains (Grand hôtel des)

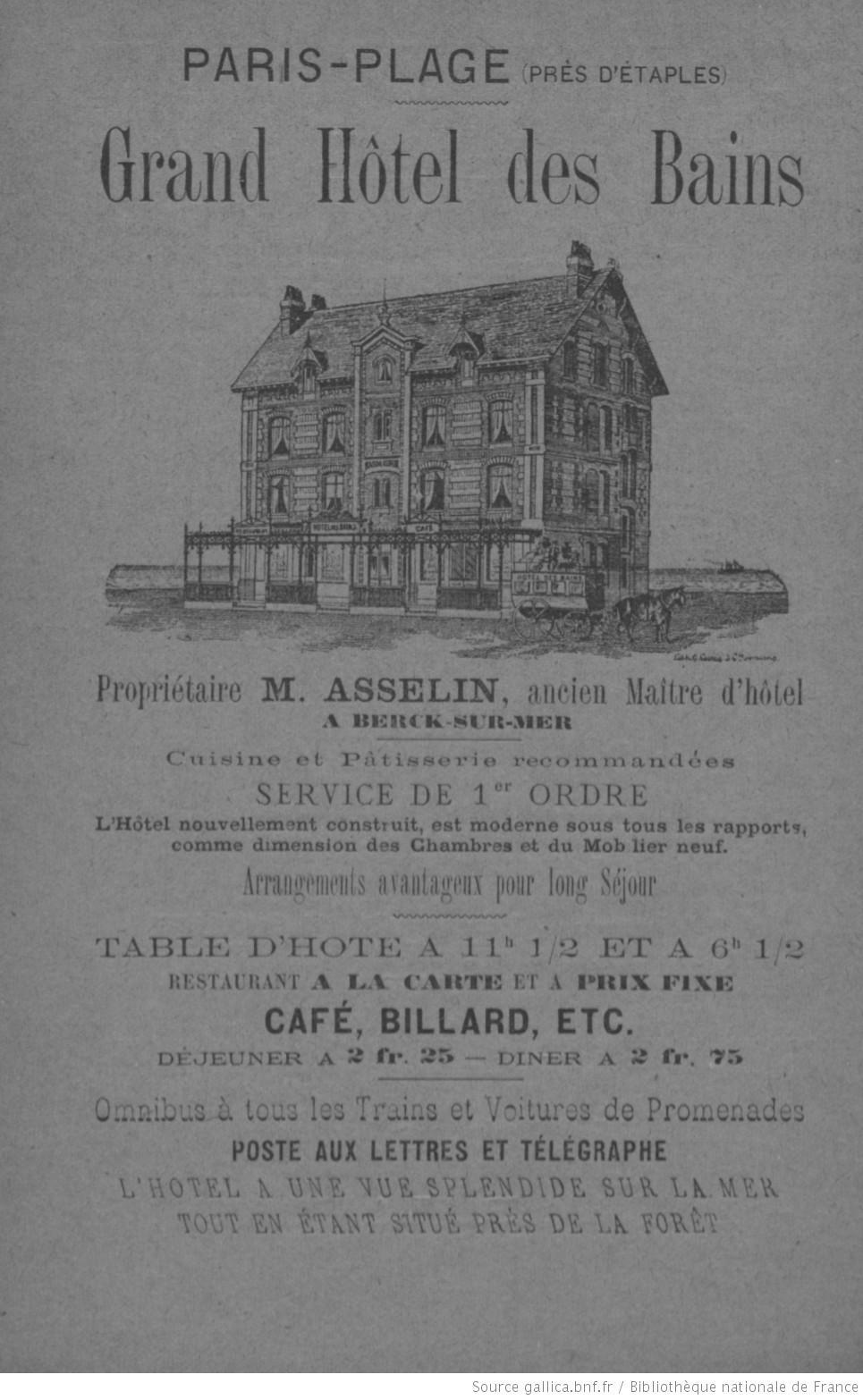

Le Grand hôtel des Bains est construit en 1892, sur les plans de l'architecte d'Amiens, Évrard Lesueur, l'édifice est en briques et marbre de Marquise, rehaussée de faïences décoratives. Il est la propriété de M. Asselin, ancien propriétaire de la correspondance de Berck à Verton et directeur de l'hôtel de France à Berck, mort le 15 août 1904, à Paris-Plage, dans sa quatre-vingt-onzième année,.
L'hôtel est situé rue de Paris, entre les rues rue Léon-Garet (anciennement rue Saint-Alphonse) et Bruxelles ; il possède 39 chambres.
En 1909, son directeur est M. Nardeau.
En 1913, son propriétaire est M. Rayon et en 1922, Mme veuve Rayon.
Il devient l'hôtel Saint-Christophe.

### Balmoral (Hôtel)
L'hôtel Balmoral, construit dans les années 1930, est situé 35, rue de Paris. L'hôtel est tenu par la famille Borutti dont l'histoire de leur fille, Dorothy, fait partie d'un événement heureux le jour de la libération du Touquet-Paris-Plage. Dorothy s'était promise d'embrasser le premier soldat libérateur, ce qu'elle fit le 4 septembre 1944 lorsqu'elle rencontre le capitaine Murdoch-Alexander MacPherson appelé Sandy, un des premiers soldats canadiens des forces alliées à entrer dans le Touquet-Paris-Plage. Ils se marient à l'hôtel de ville du Touquet-Paris-Plage le 2 avril 1945 et partent vivre au Canada. Le 4 septembre 2024, la municipalité inaugure, en présence de leurs deux filles dont l'une rejoue la scène du baiser, le « rond-point de la Rencontre » situé à l'intersection de l'avenue du Golf et de l'avenue des Canadiens,.

### Beau Rivage (Hôtel)
L'hôtel Beau Rivage, construit dans les années 1930, est situé boulevard de la Mer (Docteur Jules Pouget aujourd'hui).

### Beau Soleil (Hôtel)
L'hôtel Beau Soleil, établi dans une villa construite au début des années 1900, voit le jour dans les années 1930 et est sis avenue Jean-Bart (côté ouest), dans la partie située entre l'avenue de Quentovic et l'avenue de l'Amiral-Courbet, propriétaire P. Playeux.

### Bellevue (Hôtel)
L'hôtel Bellevue, construit dans les années 1920, est situé 113, rue de Paris. Son propriétaire en 1922 est M. Porteau.

### Berry (Hôtel Le)
Cet hôtel, qui figure dans le guide agenda de 1939-1940, était situé au 75 rue Saint-Jean.

### Bourgogne (Hôtel de)
L'hôtel de Bourgogne, construit dans les années 1930, est situé 16, rue Jean Monnet.

### Bristol (Hôtel)
Pour les articles homonymes, voir Hôtel Bristol.

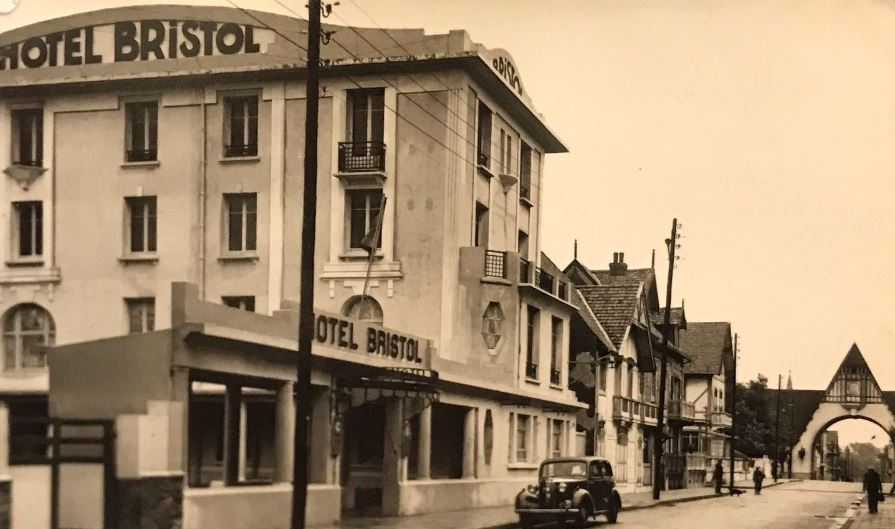
Hôtel Bristol, 17 rue Jean-Monnet
anciennement Grande-Rue.

L'hôtel Bristol est construit en 1927, comme extension de la villa Graziella dont Albert Pouthier était l'architecte : d'abord le prolongement de la villa, puis construction de l'aile en retour.
En 1929, on procède à l'agrandissement de l'hôtel.
Il est situé 17, rue Jean Monnet entre les rues de Londres et de Paris.
En 1976, la commune fait l'acquisition de l'hôtel.

### Britannia (Hôtel)
L'hôtel Britannia, construit dans les années 1900, est situé 97, rue de Paris à l'angle nord-est des rues de Paris et de Raymond Lens. En 1909, son propriétaire est M. Ferré. L'hôtel est construit par Entreprise Degallaix sur les plans des architectes Albert Pouthier et Arsène Bical.

### Caddy Hôtel
Le Caddy Hôtel, construit en 1931, est situé 134, rue de Metz

### Café du Nord (Hôtel)
L'hôtel Café du Nord est construit en 1886 pour Marie Codron, propriétaire, il est situé à l'angle des rues Saint-Louis et de Londres. L’hôtel de Paris lui succède en 1888, il est repris, en 1891, par M. Street et en 1899, il est complètement détruit par un incendie.

### Au Carillon (Hôtel)
L'hôtel est situé à l'angle sud-ouest des rues de Bruxelles et de Londres. Il était installé dans la villa Les Moucherons qui a hébergé le premier hôtel de ville de la commune de 1912 à 1931.

### Carlton (Hôtel)
L'ex-hôtel Continental prend le nom d'hôtel Carlton en 1928, il est situé le long de la digue promenade Ridoux boulevard Thierry Sabine. Son propriétaire est Robert Ferras, propriétaire également du Carlton et Royal Hôtel à Beaulieu-sur-Mer.

### Cécilia Hôtel
Le Cécilia Hôtel, construit dans les années 1930, est situé 105-107, rue de Paris,.
En 1932, le chef du restaurant La Langouste est M. Gay, l'ancien chef de cuisine du roi du Siam,. Sur la façade est accrochée une langouste de près de 2 m de haut.

### Centre (Hôtel du)
Le premier café restaurant du Centre est construit en 1886 par M. Wadoux.
L'hôtel du Centre, construit dans les années 1910 sur les plans de l'architecte Albert Pouthier est situé rue Saint-Jean, à l'angle sud-est avec la rue de Paris. Il a eu comme propriétaire, Clarisse-Vassal, M. Sagot.

### La Chaumière Normande (Hôtel)
L'hôtel La Chaumière Normande, construit dans les années 1930, est situé 145, rue de Londres.

### Concordia (Hôtel)
L'hôtel Concordia, construit dans les années 1930, est situé 127, rue de Paris, en 1937, propriétaire Maurice Hautcoeur.

### Continental (Hôtel)
L'hôtel Continental est construit, sur les plans de l'architecte Fernand Buisset, le long de la digue promenade Ridoux, boulevard Thierry Sabine (anciennement Digue Ridoux); il ouvre en 1911, son propriétaire est M. Lion puis M. Marder en 1922.
Protégé du sable, c'est le rendez-vous favori des estivants à l'heure de l'apéritif du soir

En 1928, le nouveau propriétaire qui possède également l'hôtel Carlton à Beaulieu-sur-Mer le renomme Carlton Hôtel,.

### Côte d’Opale (Hôtel)
L'hôtel Côte d'Opale est construit en 1929 sur les plans de l'architecte Roland de Villario. Il est situé boulevard de la Mer (Docteur Jules Pouget aujourd'hui) entre la rue Saint-Amand et la rue de la Paix. Il remplace la villa Soleil couchant et se trouve entre l'ancien chalet en bois Blanche de Castille (1893) et la villa en dur L'Alsace (1896),.

### Digue (Hôtel de la)
L'hôtel de la Digue, est construit dans les années 1920. Il est situé boulevard du Docteur Jules-Pouget (anciennement boulevard de la Mer), entre les rues rue Joseph Duboc (anciennement rue de la Lune) et d'Étaples.

### Duboc (Hôtel)
Il s'agit de la première maison de Paris-Plage : en 1882, Joseph Duboc, le charpentier d'Alphonse Daloz et délégué aux travaux du lotissement de Raymond Lens, construit lui-même un baraquement en bois qu'il transforme en hôtel, restaurant, cabaret et même bureau de poste puisque c'est là que la première boîte aux lettres de Paris-Plage est installée. L'hôtel est baptisé « À la naissance de la plage ». L'atelier de Joseph Duboc est mitoyen de l'hôtel situé angle nord-est des rues de Paris et de la rue Joseph Duboc (anciennement rue de la Lune), exploité par sa femme. Son fils François lui succède.
En 1913, ses propriétaires sont MM. Water-Duboc et dans les années 1970, le propriétaire de l'hôtel Duboc est J. Demazure.

### Dunes (Hôtel des)
L'hôtel des Dunes est construit en 1892 sur les plans de l'architecte Fernand Buisset le long de la route départementale (avenue Louis Hubert). Son propriétaire est Louis Hubert, ancien chef de gare d’Étaples et premier adjoint spécial de la municipalité de Cucq, résidant à Paris-Plage de 1901 à 1906.
Le champagne y coule à flots le 14 juillet 1894 lorsque l'Anglais John Whitley annonce aux Paris-Plageois son projet de plaisance franco-anglais « Mayville ».
En février 1913, un incendie éclate. L'eau est gelée dans les conduites d'eau. On doit alimenter les pompes des pompiers avec l'eau de la maison. Tout le linge de l'hôtel est carbonisé.
Félix Verdier achète l'hôtel en 1906 puis le vend à Alexandre Dieuset en 1908 qui le vend à son tour en 1912.

### Écu de France (Hôtel à l')
L'hôtel à l'Écu de France, construit dans les années 1920, est situé 71, rue de Londres.

### Empress (Hôtel)
L'hôtel Empress, construit dans les années 1930, est situé 53, rue de la Paix.

### Excelsior (Hôtel)

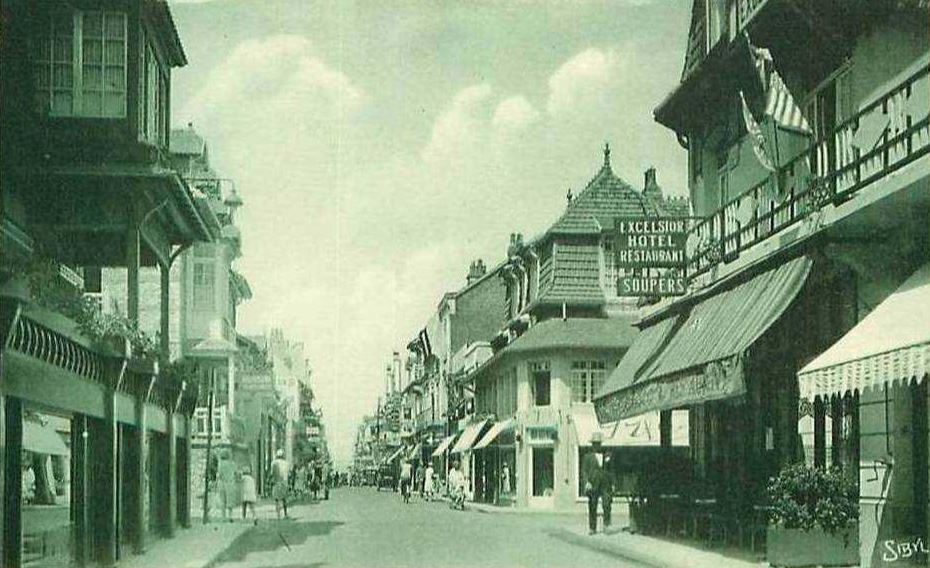
Carte postale illustrant la rue Saint-Jean, vue prise à hauteur de l'hôtel Excelsior.

Gaston Scaténa est l'architecte de la transformation, vers 1920, de l'ancien Grand-Hôtel-Central en hôtel Excelsior, transformation réalisée par l'entreprise C. Robard et G. Lavergne
Il est situé 75, rue Saint-Jean à l'angle nord-est des rues de Moscou et Saint-Jean.

### Fleury (Hôtel)
L'hôtel Fleury, construit dans les années 1910, est situé 42, rue d’Étaples entre les rues de Londres et de Metz ; son propriétaire est M. Fleury.

### La Forêt (Hôtel de)
L'hôtel de la Forêt est situé à l'angle nord-est des rues de Moscou et de Raymond Lens, Directeur M. Choque. Il a eu pour propriétaire Paul Pouget, frère du docteur Jules Pouget qui fut maire du Touquet-Paris-Plage.

### La Gare (Hôtel de)
L'hôtel de la Gare, ainsi nommé à cause de la proximité de la gare de tramway, construit dans les années 1920 pour Aristide Régnier marié à Frencq le 8 février 1899 avec Alphonsine Trollé, est situé 123, rue de Paris, à l'angle nord-est avec la rue de la Paix,. Cet hôtel deviendra, plus tard, l'hôtel d'Artois.

### Les Genêts d'Or (Hôtel)
Cet hôtel est situé du 7 au 11 rue de Montreuil.

### Golf-Hôtel du Touquet
Le Golf-Hôtel a été inauguré le 5 novembre 1908, il est situé avenue du Golf.

### Grand-Hôtel
Le Grand-Hôtel est situé à l'angle sud-est du boulevard du Docteur Jules-Pouget (anciennement boulevard de la Mer) et de la rue Saint-Louis.
C'est un imposant établissement entièrement en bois. Il est construit en 1886-1887 sur les plans de l'architecte Charles Billoré par l'entreprise Legrand pour Alphonse Legendre (le père d'Ernest Legendre
) qui désire proposer un établissement permettant de soigner les malades  grâce au climat tonique  et sédatif de la station balnéaire,.
L'hôtel est inauguré le 14 juillet 1887.

### Grand-Hôtel-Central
L'hôtel Central, où se trouvait le café du Centre, est situé à l'angle sud-est de la rue Saint-Jean et de la rue de Moscou. Il est devenu l'hôtel Excelsior.

### Hermitage (Hôtel)
Construit en 1904 au carrefour de l’Hermitage, l'hôtel est inauguré le 1er août 1904.
En 1909, il est démoli puis un nouvel hôtel est construit à sa place, et inauguré en 1910.

### Jupiter (Hôtel)
Situé rue Saint-Jean, son propriétaire en 1922 est M. Gressier.

### Lutèce (Hôtel)
Situé boulevard du Docteur Jules-Pouget (anciennement boulevard de la Mer), son propriétaire en 1922 est M. Mac-Taggart.

### Mer (Hôtel de La)
En 1956, l'hôtel de la Mer a pris la suite du Grand-Hôtel.

### Métropole (Hôtel)
Construit dans les années 1920, l'hôtel Métropole est situé à l'angle sud-est du boulevard du Docteur Jules-Pouget (anciennement boulevard de la Mer) et de la rue des Dunes, il est surélevé en 1934, aujourd'hui transformé en résidence. Un des propriétaires fut M. Paillard.

### Le Nantais (Hôtel)
L'hôtel est situé 80 rue Saint-Jean, il a été remplacé dans les années 1950 par l'hôtel La Chaumière, tenu par la famille Carré.
Le propriétaire est Ange Charles Robard né en 1879 au Pellerin dans le département de la Loire-Atlantique marié, en premières noces avec Renée Claire Marie Petit le 6 août 1904 dans le 19e arrondissement de Paris, puis en secondes noces avec Élisa Augustine Sidonie Vasseur le 10 octobre 1911 au Touquet-Paris-Plage, et en troisième noces le 22 août 1914 à Bruay-la-Buissière avec Marie Euphrasie Mannessier née le 14 février 1888 à Bruay-la-Buissière et morte au Touquet-Paris-Plage le 2 février 1968. En 1926, ils ont quatre enfants nés au Touquet-Paris-Plage, Marcelle, Suzanne, Raymond et Simonne,,,,.

### Normandy Hôtel
Le Normandy Hôtel, situé rue Saint-Louis entre les rues de Paris et de Londres, a remplacé le Savoy Hôtel après une transformation complète de sa façade.
À l'origine, sur la partie située côté rue Saint-Jean, se trouve le chalet Saint Jean Baptiste qui deviendra un tea-room, et derrière ce chalet, la villa Henriette.
Monsieur Michoud, également propriétaire du Mac Mahon Palace à Paris, dirige l'hôtel.
Agrandi, puis reconstruit en 1924 sur les plans de l'architecte Auguste Bluysen, l'hôtel est transformé en une superbe villa anglo-normande bénéficiant d'un jardin-terrasse, une superbe cour intérieure, la potinière donnant sur la rue Saint-Jean. C'est alors l'un des lieux les plus élégants du Touquet.
Le 10 décembre 1928, un incendie ravage le bar et le dancing. Le bâtiment est ensuite restauré par l'architecte Louis Quételart et l'entreprise Pentier Frères, et transformé. Au rez-de-chaussée, un bar puis un dancing, et, au premier étage, un cinéma disposant de 424 places, dont 314 au parterre et 60 au balcon ainsi que 50 dans les loges. En 1933, le cinéma est vendu aux enchères, il devient indépendant et prend le nom de « Sélect »,.
En fin d'année 1929, le Normandy Hôtel, immeuble reconstruit en partie, est géré par les frères Monteverdi (Charles, Cesar et Angelo) : l'ensemble porte désormais le nom de "Normandy-Bar-Dancing" et comprend une salle de restaurant, une salle de dancing-limonade et le bar. L'entrée est au numéro 26 de la rue Saint-Louis ou dans la rue Saint-Jean. Ils en assument la direction jusqu'en 1944.

Le Normandy d'Auguste Bluysen avant l'incendie de 1928
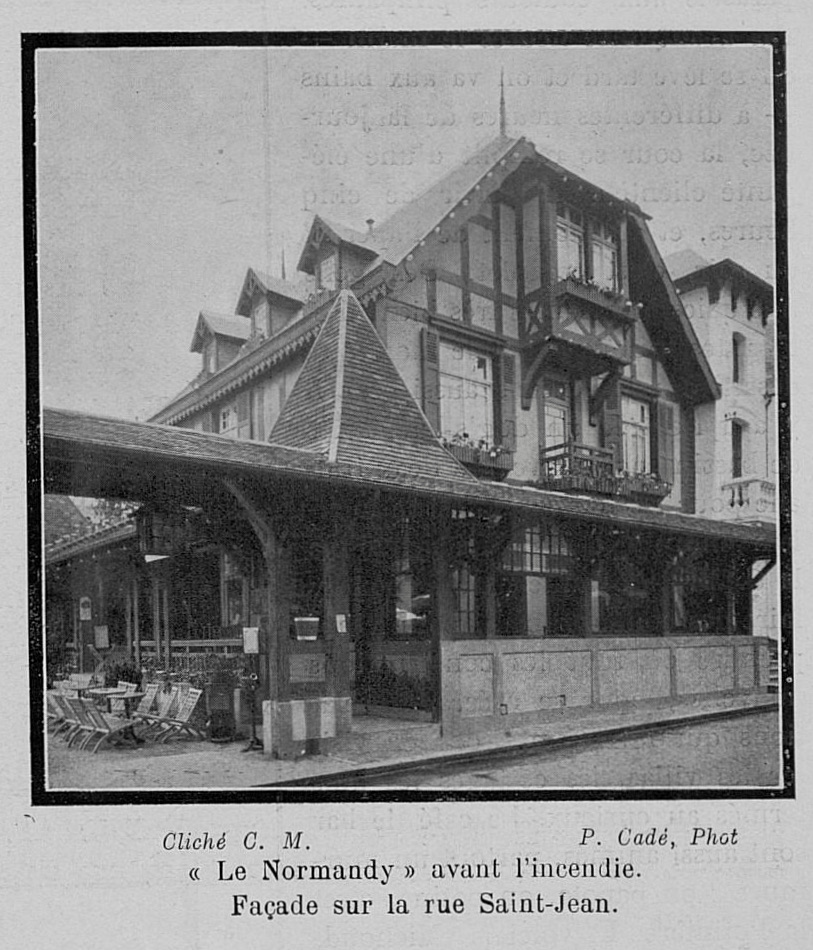
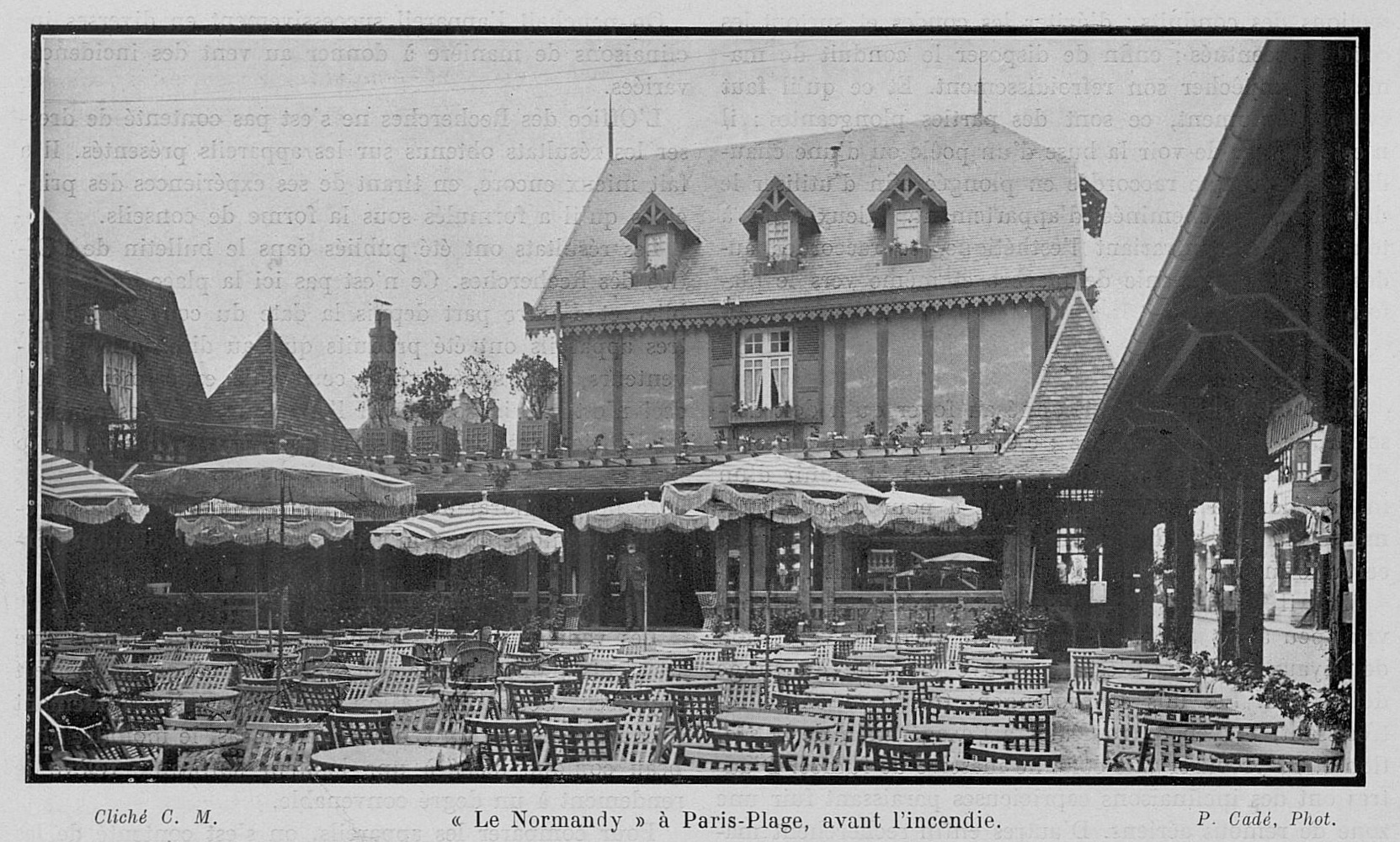
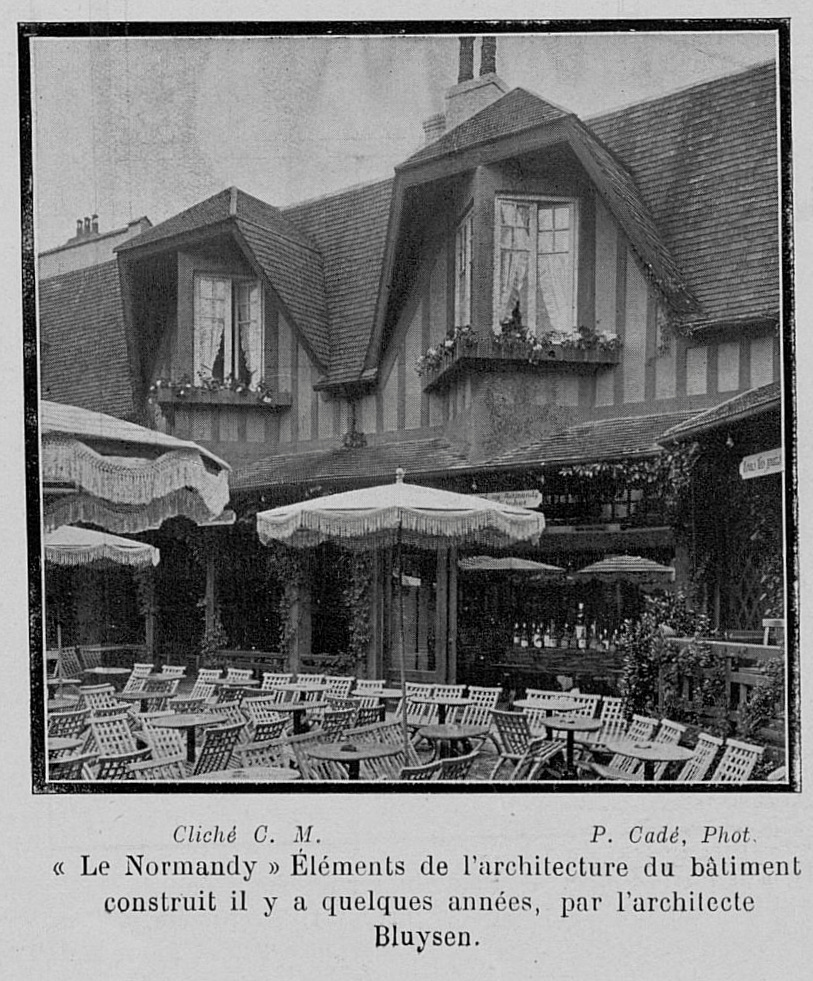

Le Normandy de Louis Quételart en 1929
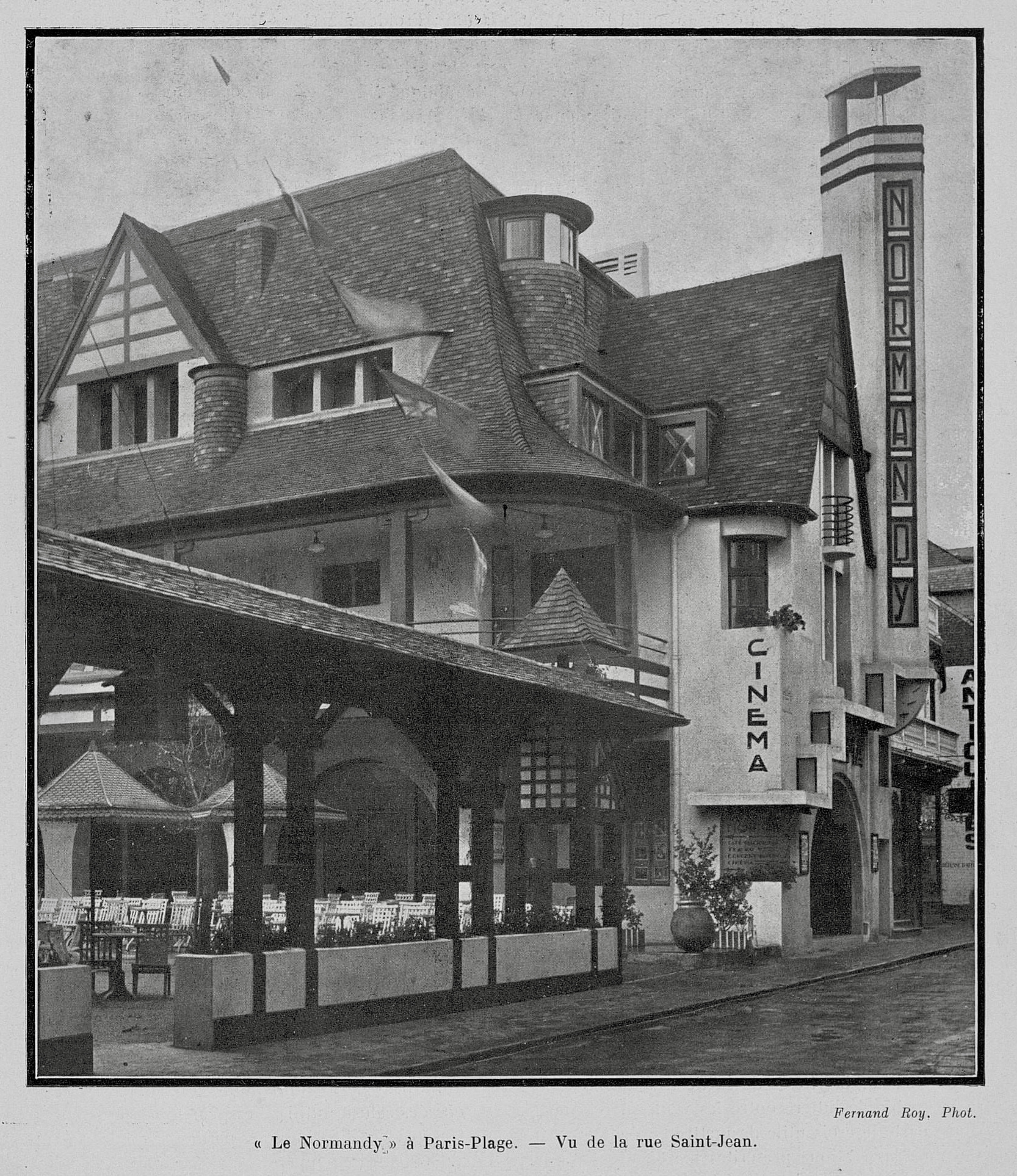
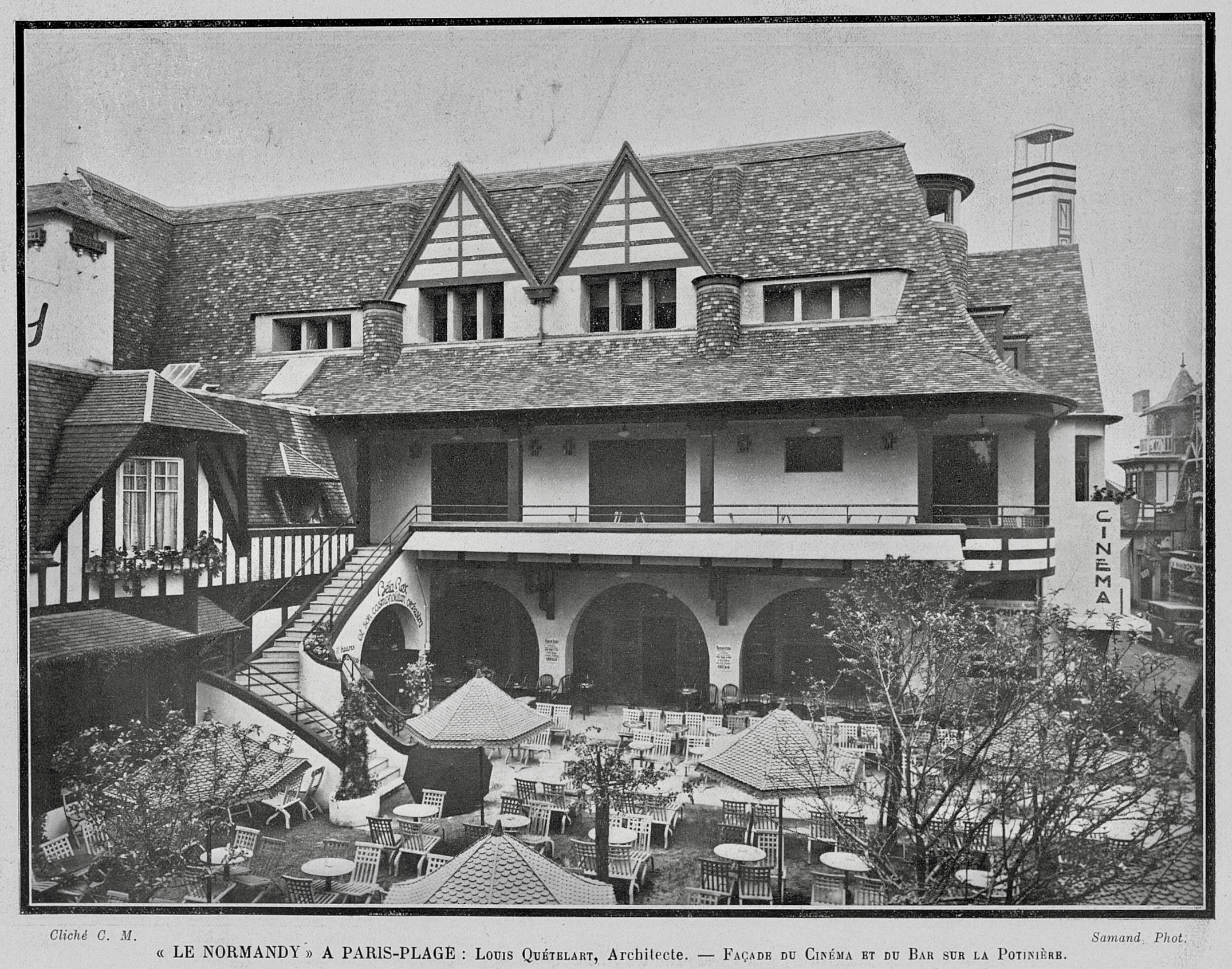
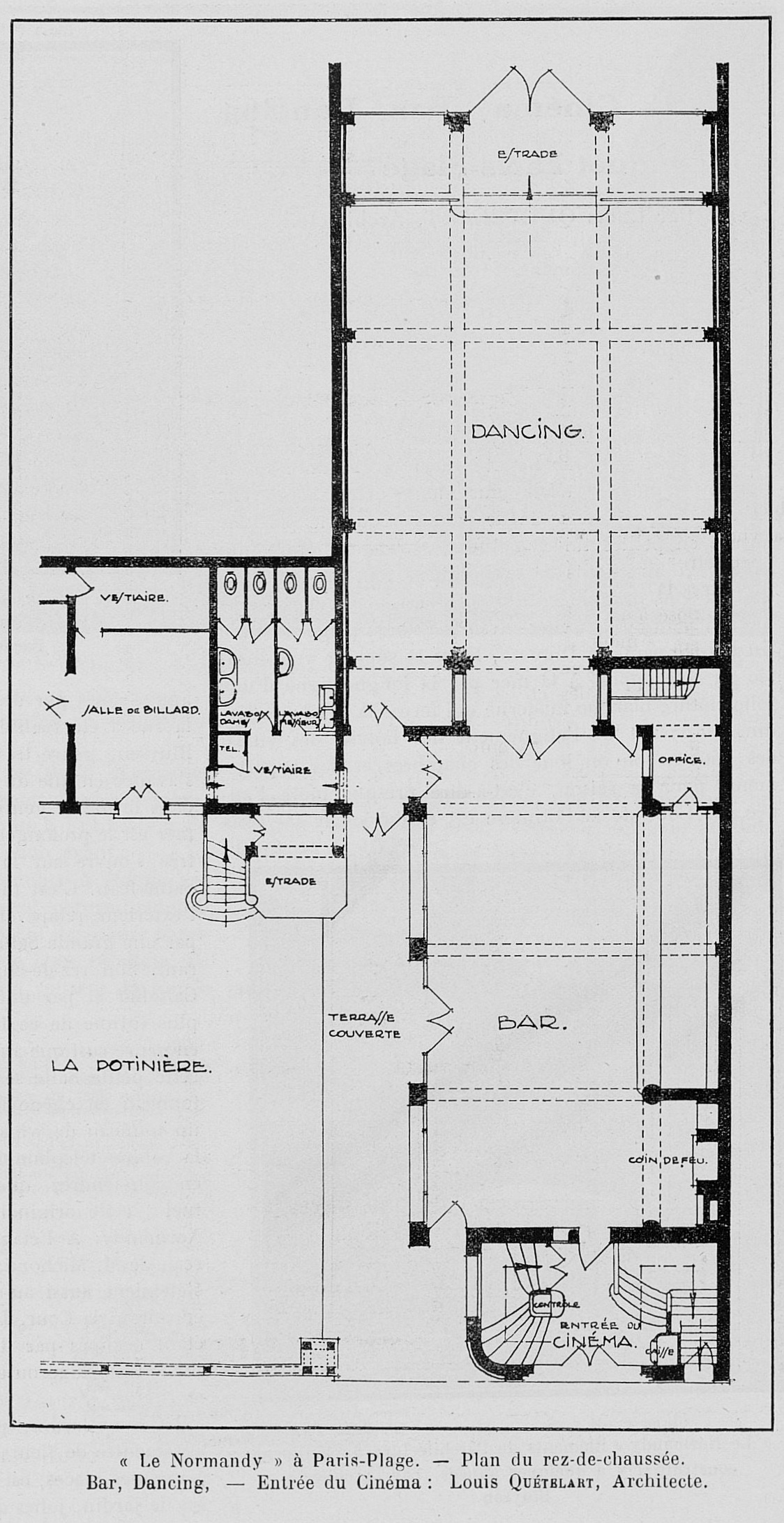
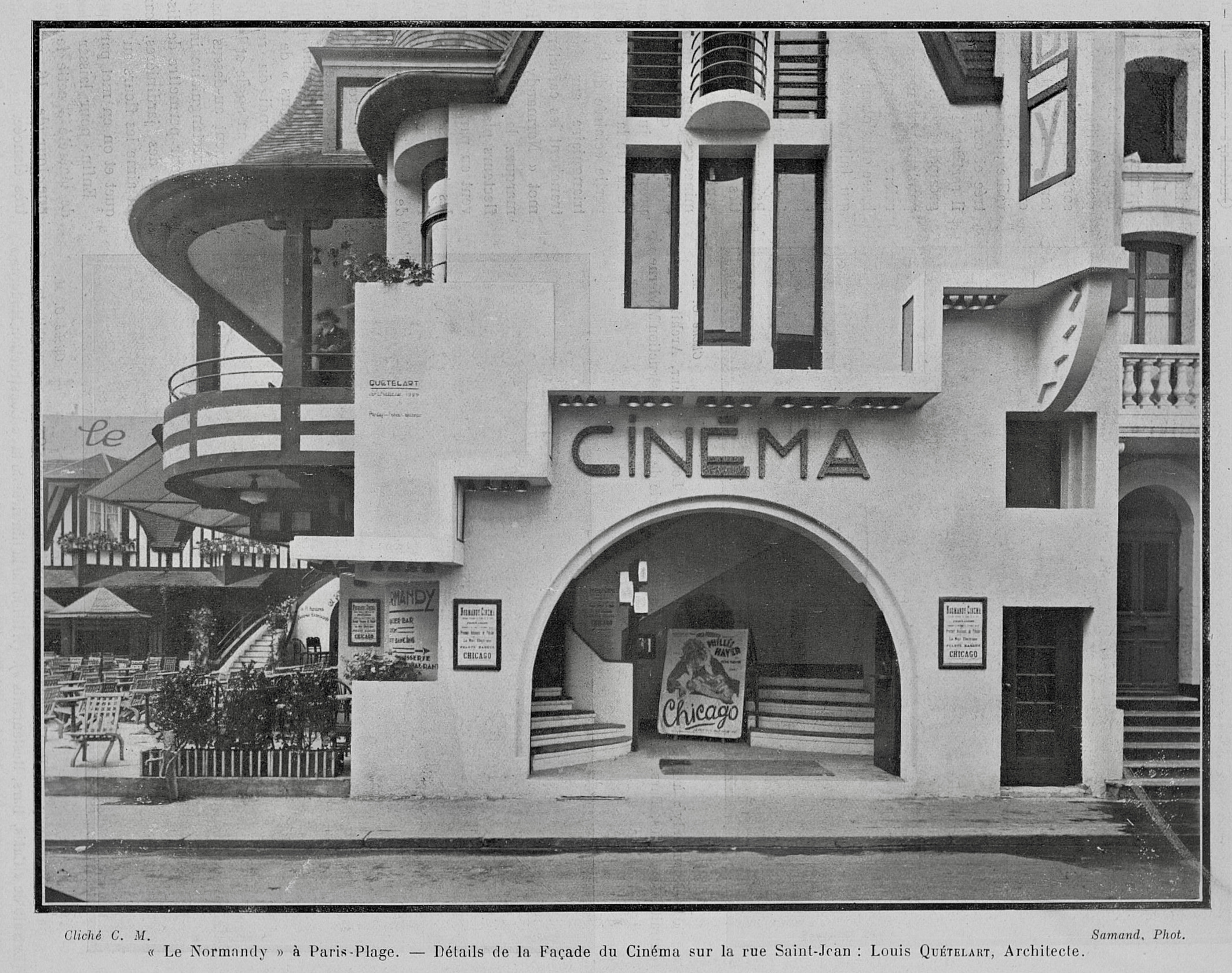
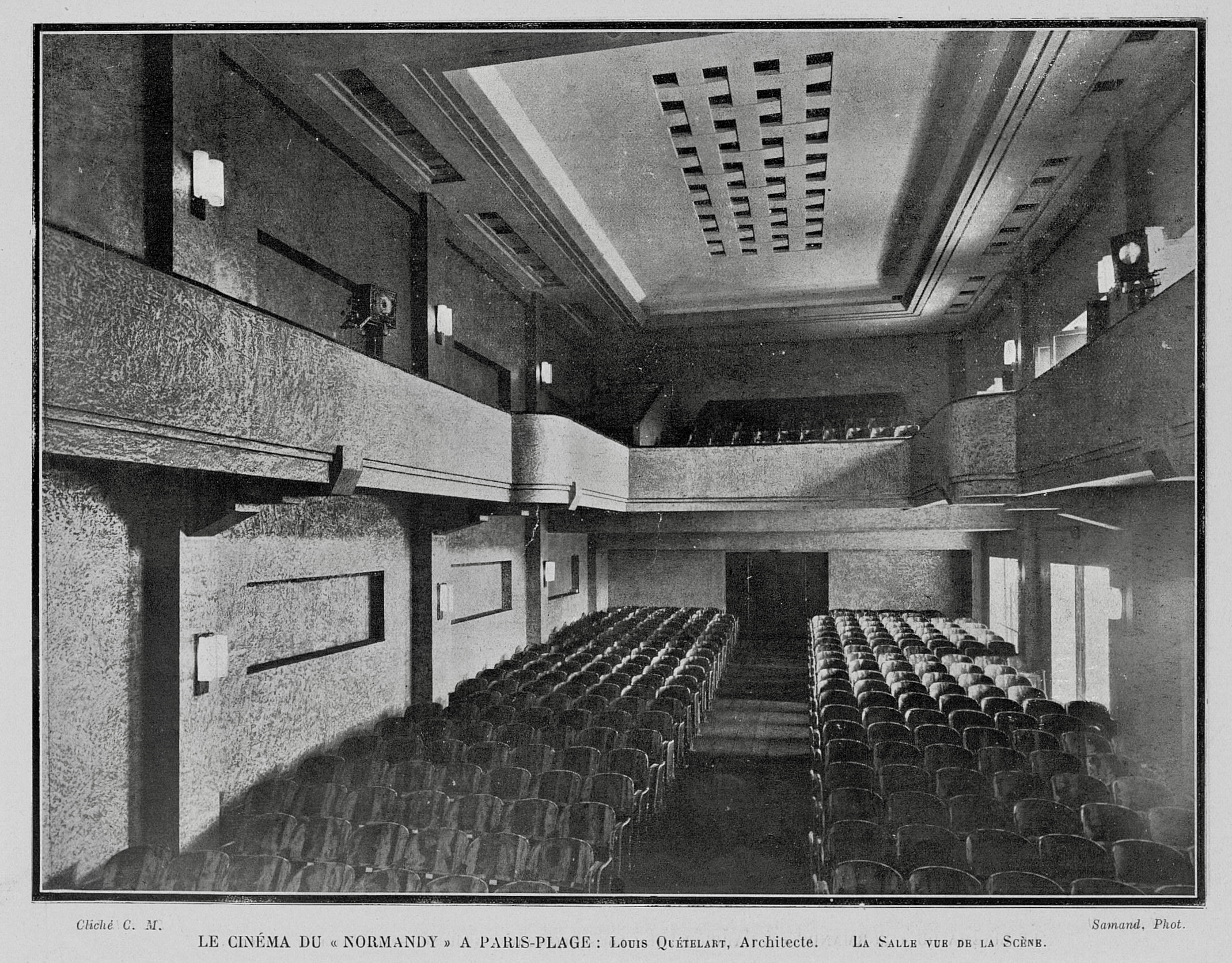

### Nouvel Hôtel
Construit dans les années 1920, le Nouvel Hôtel est situé 87, rue de Paris.

### Osborne (Hôtel)
L'Osborne-Hôtel, construit dans les années 1920, est situé 83, rue de Paris, à l'angle sud-est des rues de Paris et de Saint-Louis,.

### La Paix (Hôtel de)
Construit dans les années 1930, l'hôtel de la Paix est situé 73, rue de Metz.

### Paris (Hôtel de)
Anciennement Auberge du Nord ou Hôtel café du Nord, construit en 1886 et situé à l'angle des rues de Londres et Saint-Jean, sa propriétaire est Marie Codron puis MM. Street frères, futurs propriétaires du Grand-Hôtel. En 1899, l'hôtel est complètement détruit par un incendie.

### Phénix (Hôtel du)
L'hôtel est situé 93, rue de Paris. En 1932, le propriétaire est M. Ducatel.

### Place (Hôtel de la)
L'hôtel de la Place, construit dans les années 1930, est situé à l'angle sud-est des rues de Metz et Raymond Lens. Il ne faut pas confondre avec La Brasserie de la Poste, située pratiquement à côté, tenue par les familles Prévôt puis Friedrich, elle est située face à l'entrée de la poste ; son enseigne indique « Dancing - Skating - Moules - Frites à toute heure - Dégustation d'huîtres ».

### Plage (Hôtel de la)
Construit dans les années 1920, l'hôtel de la Plage est situé boulevard Docteur Jules-Pouget (anciennement boulevard de la Mer).

### La Potinière (Hôtel)
L'hôtel La Potinière est situé boulevard du Docteur Jules-Pouget (anciennement boulevard de la Mer). En 1922, son propriétaire est M. Warnant.
Il succède à la villa Saint-Raphaël, construite en 1894 pour M. Paul Paix, raffineur de pétrole à Courchelettes. La villa est achetée par Mme Waroquiez en 1919 et transformé en 1920 en petit hôtel avec 15 chambres, elle passe l'hôtel à ses deux filles, dont l'une est assez connue, Suzette O'Nil actrice, est l'épouse de Dranem. Il est agrandi en 1929 sur les plans de l'architecte M. Briaux et offre alors 60 chambres.
C'est sur sa terrasse semi-couverte que les fêtes les plus folles sont organisées Des orchestres bavarois ou tsiganes se relaient chaque jour sous un petit porche fleuri et accompagnent joyeusement une clientèle nombreuse et soignée.
Dans les années 1960, M. Lahonta en est le directeur.
Il est démoli en 1972.

### Pretty Corner (Hôtel)
Construit dans les années 1930, l'hôtel Pretty Corner est situé 52, rue de Bruxelles.

### Progrès (Hôtel du)
L'hôtel est situé 62, rue de Paris à l'angle nord-est des rues Saint-Jean et de Paris, son propriétaire en 1909 est M. Lejeune.
Lors de sa construction, en 1892, c'était un café qui appartenait à la Famille Berger-Pick, Eugène Berger était entrepreneur à Paris-Plage.

### La Régence (Hôtel)
Construit dans les années 1920, l'hôtel La Régence est situé 19 rue de la Paix.

### Régina (Hôtel)
Deux hôtels portant le nom d'« hôtel Régina » ont existé simultanément : l'un ouvert en 1906, avenue du Château ; l'autre en 1929, rebaptisé plus tard « hôtel Scampolo » après le transfert du premier hôtel Scampolo (de 1924).
L'hôtel Régina ouvre en 1906. Situé avenue du Château, il offre alors 45 chambres
Son propriétaire en 1909 est Mme Multon, ex-écuyère et Suissesse d'origine, dont le sport favori est de conduire un superbe attelage de deux magnifiques chevaux qu'elle mène seule de front ou à la Daumont.
Durant la Première Guerre mondiale, l'hôtel est transformé en hôpital complémentaire 46 où il offre 48 chambres à des officiers en convalescence.
L'hôtel est ensuite tenu par Antoinette et Robert Ferras, qui exercent durant la saison, et vivent le reste de l'année à Nice. C'est là que naît leur fils Christian Ferras.
L'hôtel s'est également appelé hôtel Armenonville.
Au XXIe siècle, le bâtiment est la résidence « La Morinie ».

### Riva Bella (Hôtel)
Construit dans les années 1920, l'hôtel Riva Bella est situé 12, rue Léon Garet (anciennement rue Saint-Alphonse).

### Roberts Hôtel
Construit dans les années 1920, le Roberts Hôtel est situé 66, rue de Londres.

### Romano (Hôtel)
Construit dans les années 1930, l'hôtel Romano est situé boulevard Docteur Jules-Pouget (anciennement boulevard de la Mer).

### Royal Picardy (Hôtel)
La construction de l'hôtel Royal Picardy débute en 1928 sur les plans des architectes Louis Debrouwer et Pierre Drobecq. Il est inauguré le 12 août 1929, c'est alors le plus grand et le plus luxueux hôtel du monde.
Très endommagé par des bombardements en 1943, le Royal Picardy est fermé définitivement en 1951. Il est démoli en 1968 et à son emplacement est construit le lycée hôtelier ouvert en 1972.

### La Ruche (Hôtel)
Situé 18, rue Saint-Amand, l'hôtel de la Ruche est dirigé en 1913 par Mlle Cresson, propriétaire A. Hautcoeur en 1937.

### Sablons (Hôtel des)
Construit dans les années 1930, l'hôtel des Sablons est situé 52, rue de Moscou.

### Saint-Christophe (Hôtel)
L'hôtel Saint-Christophe remplace l'hôtel des Bains.
Situé 30, rue de Paris, il appartient à M. Manse.
Le 25 mai 1940, l'hôtel est réquisitionné pour soins aux victimes civiles et réfugiés.
Il a été transformé en résidence et la galerie couverte du rez-de-chaussée en cabinet médical.
À noter, qu'un peu plus tard dans les années 1960, un autre hôtel a porté le même nom, il était situé à l'angle nord-est des rues de Bruxelles et de Metz.

### Saint-Georges (Hôtel)
Construit en 1884, il est situé à l'angle sud-est du boulevard de la Mer (aujourd'hui boulevard du Docteur-Jules-Pouget) et de la rue de Bruxelles, propriété de M. Émile Geneau, beau-fils de Raymond Lens, il est tenu par Mme Sergeant.
C'est le premier hôtel de Paris-Plage. Il cesse d'être un hôtel en 1887, lors de l'ouverture du Grand-Hôtel et redevient une simple villa.

### Saint-Jean (Hôtel)
L'hôtel Saint-Jean est situé 8-10, rue Saint-Jean.

### Savoy Hôtel
Le Savoy Hôtel est situé rue Saint-Louis entre les rues de Paris et de Londres et dispose d'une entrée côté rue Saint-Jean. C'est une ancienne pension de famille, la villa Marie-Evrard.
L'hôtel est dirigé en 1913 par M. Vielcanet.
Durant la Première Guerre mondiale, ses 100 lits constituent l'annexe de l'hôpital complémentaire 35.
L'hôtel change ensuite de nom pour « Normandy Hôtel » après une transformation complète de sa façade.

### Scampolo (Hôtel)
Construit dans les années 1920 par l'Entreprise Delcourt Frères, il s’est aussi, pendant un certain temps, appelé Régina,.
Il y avait le Grand Scampolo, situé 2, rue Léon Garet (anciennement rue Saint-Alphonse) et le Petit Scampolo situé 37, boulevard de la Mer (Docteur Jules Pouget aujourd'hui).

### Sélect Hôtel
Construit dans les années 1930, le Sélect Hôtel est situé 63, rue Saint-Louis.

### Terrasse Fleurie (Hôtel)
L'hôtel Terrasse Fleurie est construit en 1934, face à l’ancienne gare du tramway, 130 rue de Paris.

### Tivoli (Hôtel)
L'hôtel Tivoli, construit dans les années 1930, est situé 12, rue Raymond Lens.

### Touquet Hôtel
Construit dans les années 1920, le Touquet Hôtel est situé 17, rue de Paris.

### Touquet (Hôtel du)
L'hôtel du Touquet est construit en 1888, par Ch. Dequéker, entrepreneur à Berck.
Cet hôtel est complètement détruit par un incendie l'hiver suivant.

### Universel-Hôtel
L'Universel-Hôtel est situé 46, rue de Paris. En 1922, son propriétaire est M. Méry.

### Victoria Hôtel
Le Victoria Hôtel, construit dans les années 1920, est situé 11, rue de Paris,. En 1932, le propriétaire est M. J. Daubin.
Il est transformé provisoirement en clinique municipale à la suite de la destruction, par les bombardements, de celle située rue d’Étaples.

### Welcome’s Hôtel
Situé au no 65, rue de Londres qui devient l'hôtel Rallye dans les années 1960.

### Westminster (Hôtel)
L'hôtel Westminster a été construit à partir d'octobre 1923, il a été inauguré le 5 juillet 1924, cette première tranche comprenait 110 chambres.
En 1926, l’hôtel est agrandi d'une aile est. Sa capacité est alors de 250 chambres. Durant les années 1930, il est reconnu comme le plus « britannique » des hôtels touquettois.
En 1943, pendant la Seconde Guerre mondiale, l'école des cadres sous-mariniers de Hambourg s'installe dans l'hôtel.
Bombardé en 1944, l'hôtel rouvre à Pâques 1946 avec 50 chambres.
En 1949, adjudication, par la coopérative de reconstruction, de la première tranche de travaux de l'hôtel.

### White-Star (Hôtel)
Le White-Star Hôtel est construit en 1928 à l'angle nord-ouest des rues Saint-Jean et de Metz par l'architecte Clément Coquenpot.
Au même emplacement avait été construit l'hôtel des Voyageurs qui devient en 1926 un magasin où expose le couturier Paul Poiret. Le bâtiment est partiellement détruit, après la saison, seule une partie de l'ancien immeuble est conservée, il est arrasé au-dessus du plancher haut du rez-de-chaussée, puis est construit le White-Star Hôtel qui ouvre en 1928 en seconde catégorie. au rez-de-chaussée se trouve un restaurant réparti en deux salles, l'une sur la rue et l'autre sur le jardin ; les chambres sont sur trois étages. Les baies de palier de l'escalier sont décorées de vitraux réalisés par le maître verrier Jacques Gruber.

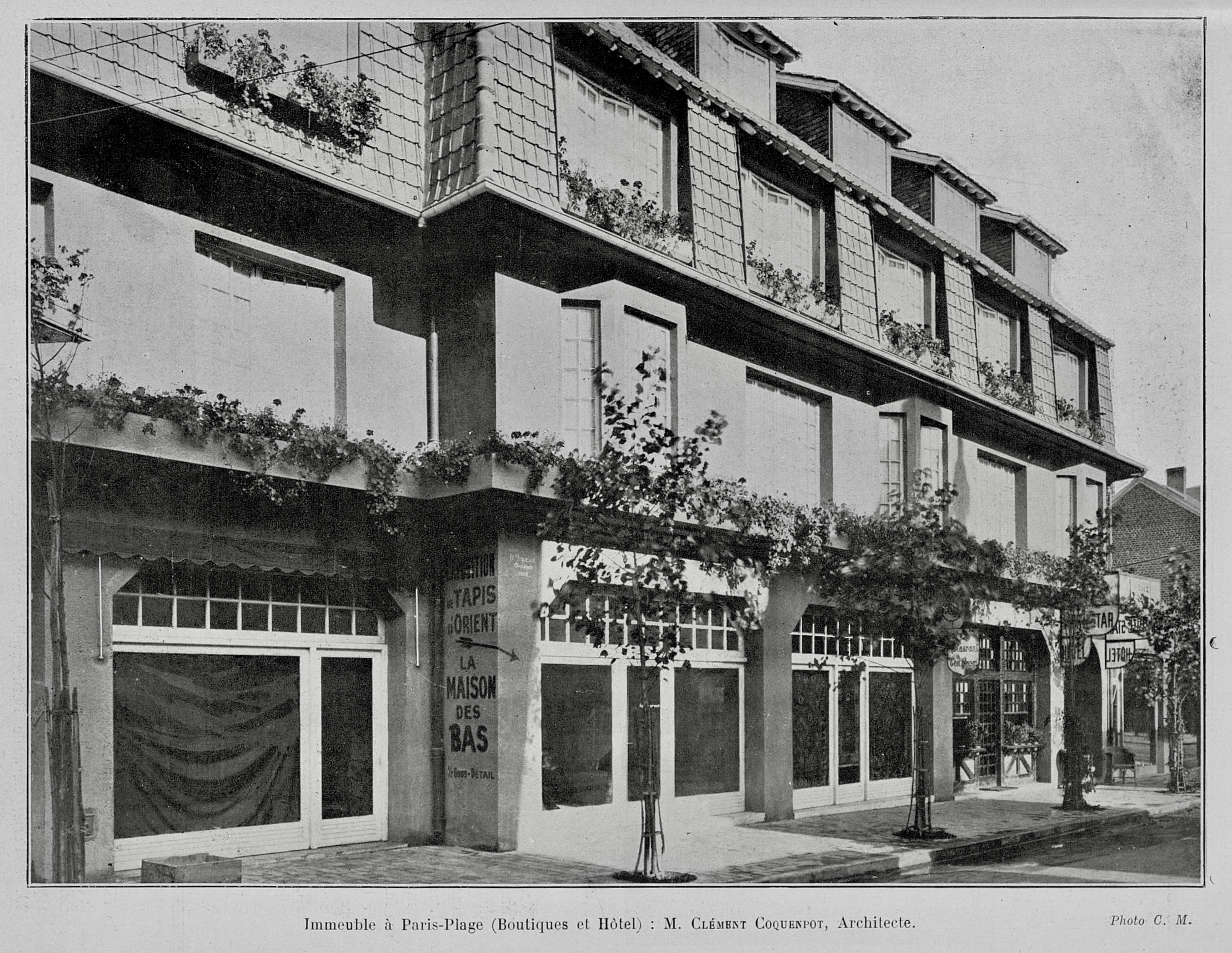
L'hôtel vue de la rue de Metz.
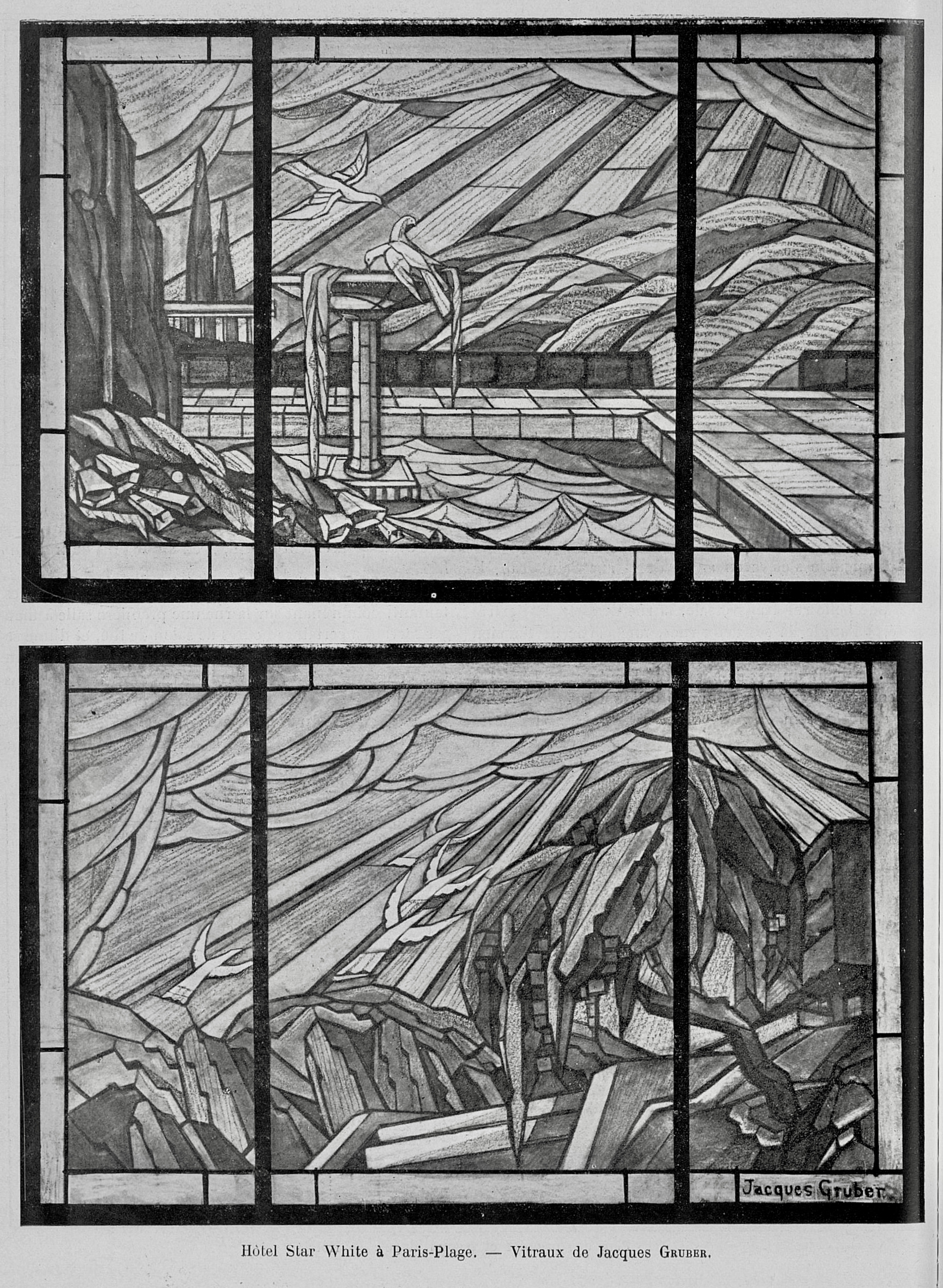
vitraux de Jacques Gruber.
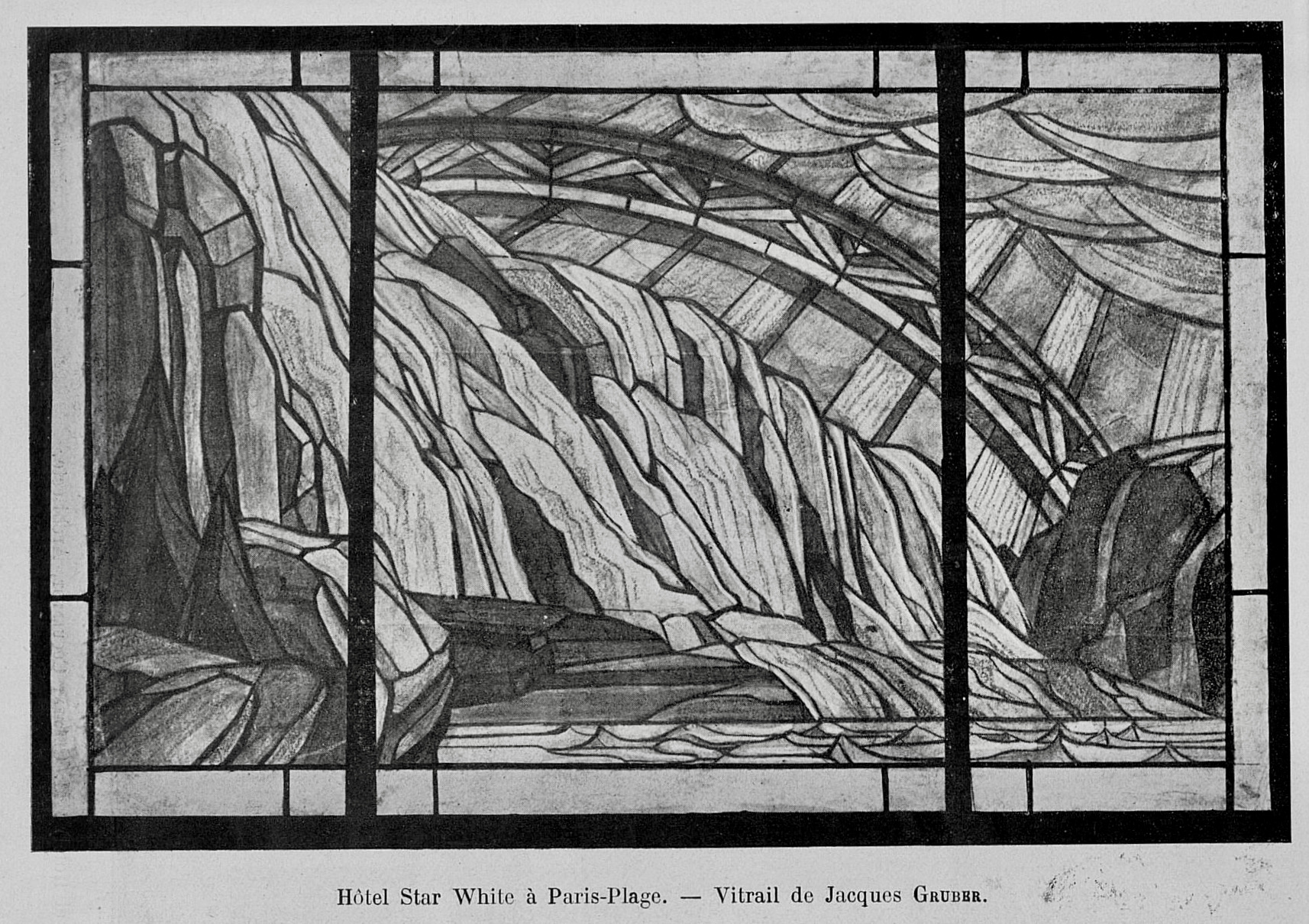
vitrail de Jacques Gruber.
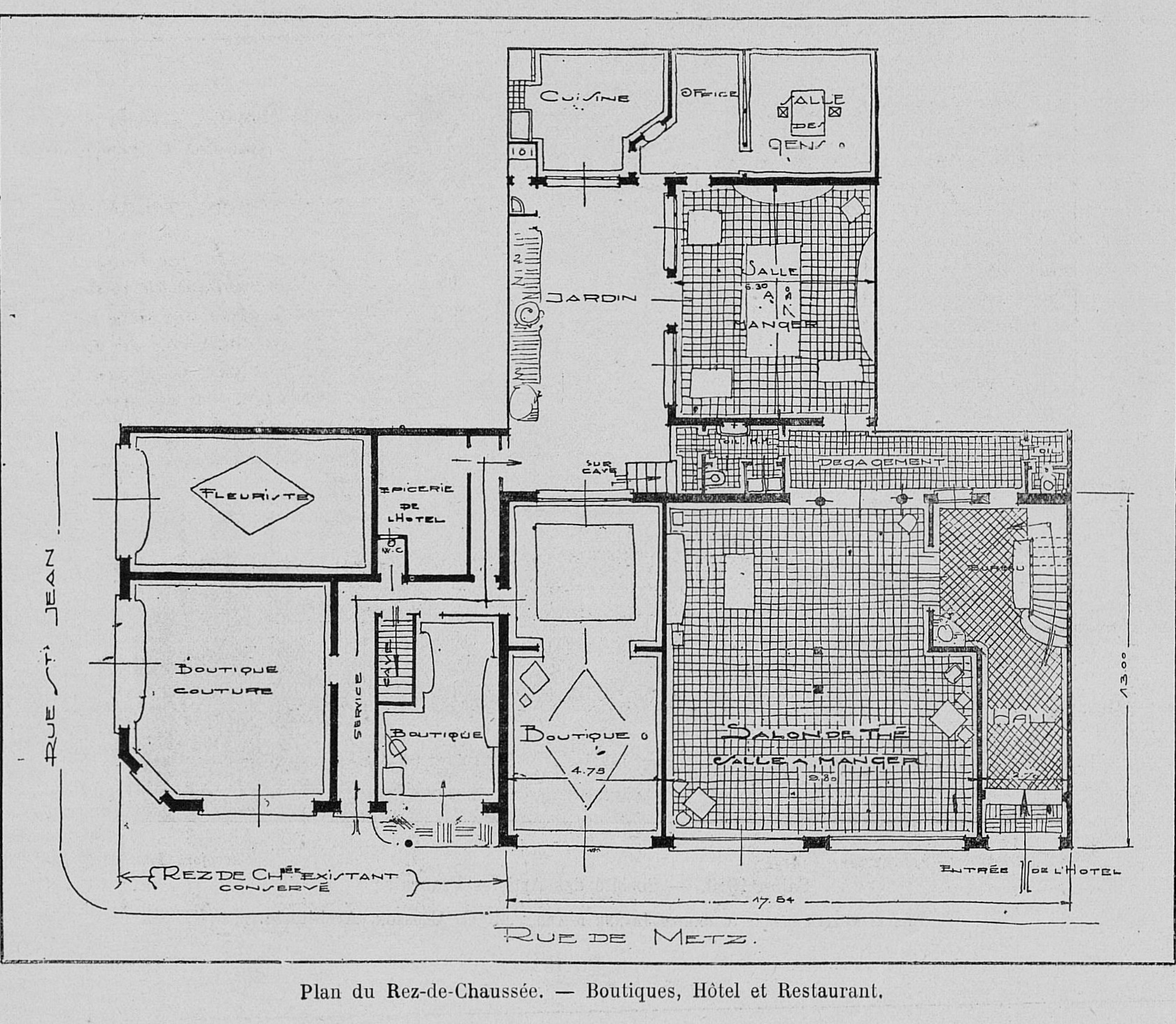
plan du rez-de-chaussée.
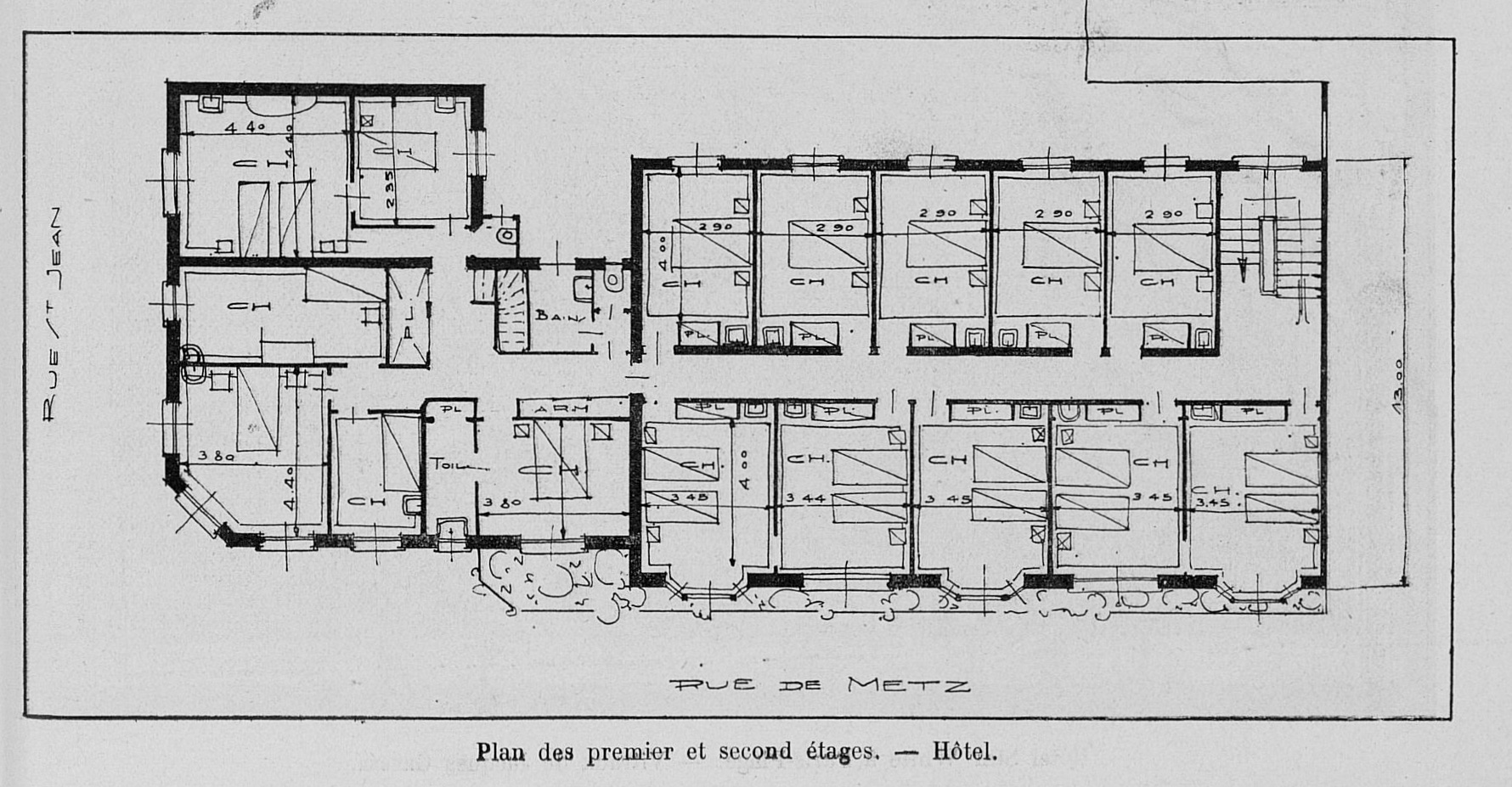
Plan du premier et second étage.
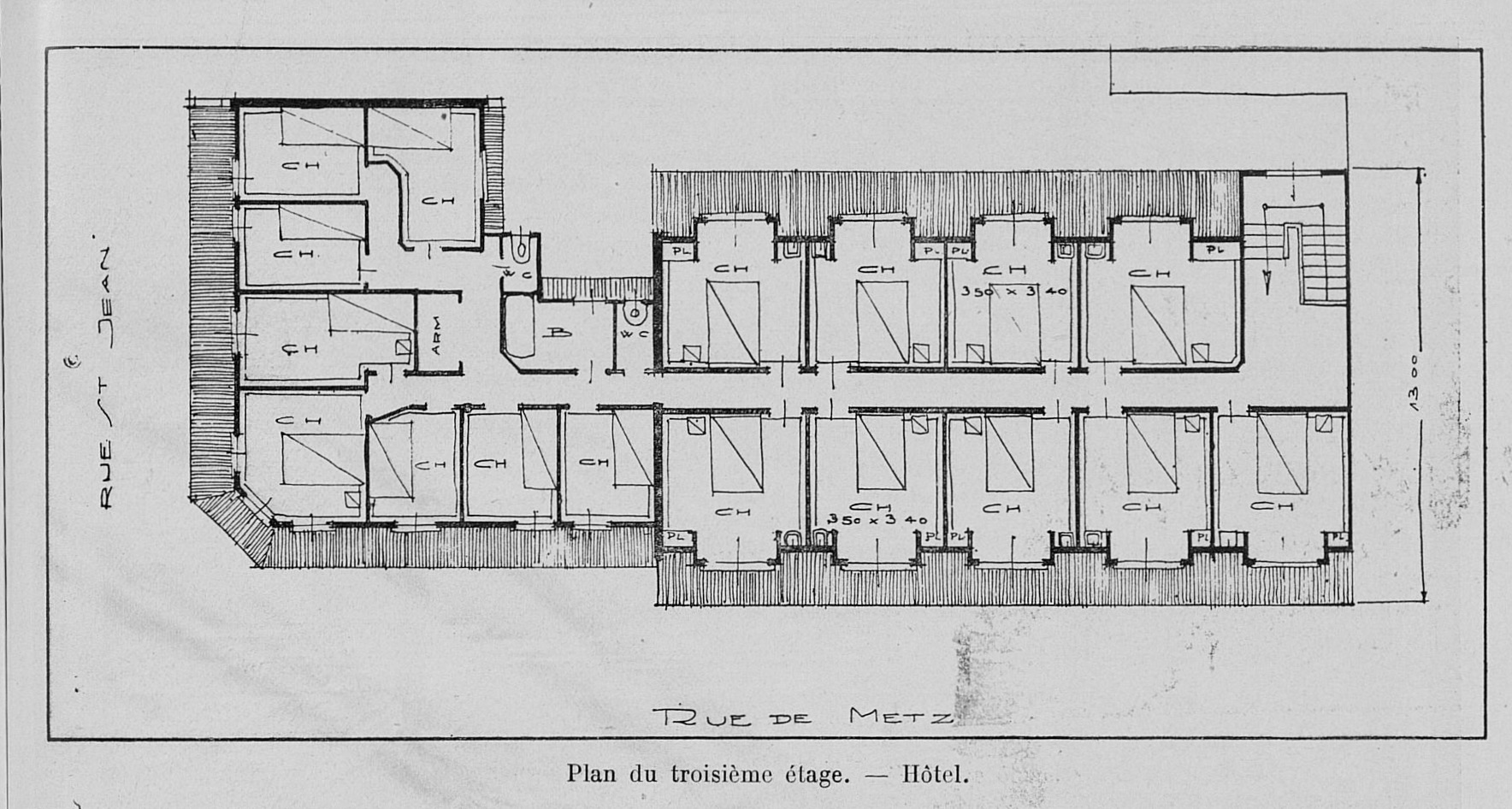
plan du troisième étage.

### Windsor (Hôtel)
L'hôtel Windsor est construit en 1913. Situé rue Saint-Georges, son propriétaire en 1922 est M. Buisson. Il est détruit en janvier 2020.

## Pour approfondir